# جورج كينغ (لاعب كريكت)
جورج كينغ (15 يونيو 1822 - 22 ديسمبر 1881) (بالإنجليزية: George King)‏ هو لاعب كريكت بريطاني.